# Итрохтафелай Вестри
Вестри (на исландски: Íþróttafélagið Vestri) е исландски футболен отбор от град Исафьордур, най-големия град на полуостров Вестфирдир от региона Вестюрланд. Прави дебютния си сезон в Исландската Висша лига, сезон 2024, където завършва на 10-о място от 12 отбора.

## История
Основан през 1986 година като (на исландски: Badmintonfélag Ísafjarðar, BÍ).
Домакинските си срещи играе на стадион „Торфнесвьолур“ в град Исафьордур с капацитет 1596 зрители.

## Успехи
- Исландска висша лига:
  - 10-то място (1): 2024
- Купа на Исландия:
  - 4 кръг (1): 2024

- 1. дейлд карла (2 ниво):
  - 4 място (1): 2023 (промоция)

- 2. дейлд карла (3 ниво):
  - 1/2 финалист (3): 1991, 2010, 2019

- 3. дейлд карла (4 ниво):
  -  Шампион (1): 1986